# Marlens
Marlens är en kommun i departementet Haute-Savoie i regionen Auvergne-Rhône-Alpes i sydöstra Frankrike. Kommunen ligger i kantonen Faverges som tillhör arrondissementet Annecy. År 2018 hade Marlens 983 invånare.

## Befolkningsutveckling
Antalet invånare i kommunen Marlens
| Referens: INSEE |